# Era de Kali-Yug
Era de Kali-Yug foi um dos vários calendários usados na Índia.
A época deste calendário é o equinócio de março do ano 3102 a.C.. O ano é o ano hindu solar, que é o ano sideral, cujo intervalo corresponde ao tempo que o Sol leva para, a partir de uma determinada estrela do zodíaco, voltar a esta estrela. No calendário hindu, o começo do ano ocorria quando o Sol entrava em Aswiní, a primeira das vinte e sete Nakshatras, as mansões do zodíaco lunar. O ano era dividido em seis estações, compostas de dois meses lunares siderais cada.